# Résolution 1325 du Conseil de sécurité des Nations unies
Membres permanents
- Chine
- États-Unis
- France
- Royaume-Uni
- Russie

Membres non permanents
- Argentine
- Bangladesh
- Canada
- Jamaïque
- Malaisie
- Mali
- Namibie
- Pays-Bas
- Tunisie
- Ukraine

Résolution no 1324 Résolution no 1326
La résolution 1325 (2000) est une résolution onusienne, adoptée à l’unanimité le 31 octobre 2000 par le Conseil de sécurité des Nations unies dans sa 4213e séance, qui concerne le droit des femmes, la paix et la sécurité. Elle se situe dans la continuité des résolutions 1261, 1296 et 1314 qui ont fait l'objet d'un rappel durant la séance et aborde les thèmes de la représentation des femmes dans les organismes de résolution des conflits et lors des processus de paix, la condition féminine durant le rapatriement et le déplacement de populations, ainsi que celui de la rééducation et de la réinsertion des femmes et jeunes filles consécutives à un conflit armé.
C'est le premier document formel et légal issu du Conseil de sécurité qui impose aux différentes parties d'un conflit de respecter le droit des femmes et de soutenir leur participation aux négociations de paix et à la reconstruction post-conflit. La résolution a été initiée par Netumbo Nandi-Ndaitwah, alors ministre des Affaires féminines de la Namibie lors de la présidence de ce pays du Conseil de sécurité. Après le lobbying de nombreuses organisations féministes et du Fonds de développement des Nations unies pour la femme (UNIFEM), la résolution est adoptée à l'unanimité.

## Résolution

### Observations
Le Conseil de sécurité des Nations unies s'est inquiété du sort des civils dans le cadre des conflits armés, notamment des femmes et enfants, qui constituaient la plupart des victimes et devenaient des cibles pour les groupes armés. La protection de ces populations est déterminante dans la perspective de la paix et de la réconciliation. Par ailleurs, les femmes jouent un rôle important dans la prévention et la résolution des conflits, c'est pourquoi il était important de mettre l'accent sur leur implication dans la résolution des conflits internationaux.

### Décret
La résolution 1325 propose d'instaurer une représentation accrue de la gent féminine à tous les niveaux. Ainsi, le secrétaire général des Nations unies, Kofi Annan, est sommé d'augmenter le taux de participation des femmes à la résolution des conflits et aux processus de paix, c'est-à-dire de nommer plus de femmes observatrices de l'ONU dans les conflits, mais également d'étendre leur rôle dans les opérations de maintien de la paix. Cette décision touche plusieurs secteurs d'activité, allant des observateurs à la police au personnel d'aide humanitaire, en conformité avec le droit international humanitaire et le droit international des droits de l'homme. Le Conseil exprime son attachement à une représentation féminine dans le cadre des opérations de maintien de paix.
Le Conseil de sécurité réclame que tous les intéressés, lors de la négociation et de la mise en œuvre d'accords de paix, prennent en compte les besoins spéciaux des femmes et des jeunes filles dans les conflits armés, appuient les initiatives de paix prises par des femmes et respectent le droit international humanitaire et le droit international des droits de l'homme dans leurs volets relatifs aux droits des femmes. Les parties à un conflit armé sont aussi sommées de prendre des mesures pour protéger les femmes et les jeunes filles des violences comme le viol et d'autres formes de sévices sexuels et de respecter la nature humanitaire des camps de réfugiés en prenant en compte les besoins féminins durant la conception de ces camps.
La résolution a mis l'accent sur la responsabilité de tous les pays de poursuivre en justice tous ceux qui sont responsables de crimes envers les femmes. Durant le désarmement, la démobilisation et les processus de réintégration, les besoins différenciés des ex-combattants et ex-combattantes doivent être pris en compte.
Finalement, il fut demandé au Secrétaire général de mener une étude sur les conséquences des conflits armés sur les femmes et d'écrire un rapport sur ces conséquences dans l'ensemble des opérations de maintien de la paix. La résolution appelle également tous les pays à respecter entièrement la loi internationale applicable aux droits et protections des femmes, en particulier l'obligation sous la convention de Genève de 1949 et son protocole de 1977, la convention sur les réfugiés et son protocole de 1967, la convention sur l'élimination de toutes les formes de discrimination à l'égard des femmes et son protocole de 1999, la convention relative aux droits de l'enfant, de garder à l'esprit le statut de Rome relatif à la Cour pénale internationale.

### Partisans et critiques
La résolution 1325 marque une profonde évolution en intégrant le thème du droit des femmes dans les discussions de paix et sécurité aux Nations unies. Le groupe de travail des ONG pour les femmes, la paix et la sécurité semble avoir été particulièrement influent dans le lobbying pour la résolution 1325.
Ces ONG, en se regroupant et en se positionnant en tant qu'autorité en matière de droit des femmes, obtiennent l'oreille des membres du Conseil de sécurité auprès desquels elles finissent par obtenir un rôle de consultants. Même après l'adoption de la résolution, le collectif continue à jouer les sentinelles sur la question, apportant un point de vue alternatif à la structure très masculine des résolutions sur les conflits et post-conflits. Ce groupe « milite pour la participation entière et égale des femmes dans tous les efforts pour créer et maintenir une paix et une sécurité internationales». Le groupe produit chaque mois des comptes rendus de la situation des femmes dans les conflits sur son site internet. Cela apporte au Conseil de sécurité nombre de perspectives externes, rapportant sur la situation féminine globale et proposant des solutions pratiques conformes aux discours du Conseil sur la sécurité.
Néanmoins les critiques soulignent le fait que certaines parties de la résolution peuvent potentiellement poser problème, telles que la nomination d'un « conseiller principal pour les questions de genre » gérant toutes les questions du droit des femmes, indépendamment des autres préoccupations onusiennes. Cela empêcherait « l'implication des dirigeants dans la promotion de l'approche des questions de genre qui pourraient concerner toutes les sections et départements, sans distinction de leur activité ». En effet un conseiller nommé spécialement pour gérer la question du droit des femmes pourrait impliquer une approche complètement différenciée des questions de paix et de sécurité entre les hommes et les femmes.
Malgré ces critiques, les partisans de la résolution 1325 défendent le fait que sa mise en pratique est déjà en soi une victoire et que le changement dans les mentalités fait des progrès : « un nombre croissant de résolutions du Conseil de sécurité incluent des références directes à la résolution 1325 ». Ce à quoi les critiques suggèrent que le langage et les mots eux-mêmes utilisés dans la résolution victimisent plus les femmes qu'ils ne les aident réellement : « malgré une approche révolutionnaire, la résolution 1325 utilise ce langage de victimisation également, donc limite le champ de sa mise en œuvre ».

## Groupes liés
Les « Amis de la 1325 » est un groupe informel ou ad hoc au sein des États membres des Nations unies formé à la suite de l'adoption de la résolution 1325 dans le but de défendre sa mise en œuvre. Il est géré par le Canada.
Le groupe de travail des ONG pour les femmes, la paix et la sécurité est une coalition de dix-huit ONG qui défendent collectivement la participation entière et égale des femmes dans tous les efforts a voter de création et de maintien de la paix et de la sécurité au niveau international. Formé en 2000 pour appeler le Conseil de sécurité a voter pour une résolution concernant les femmes, la paix et la sécurité, le groupe se concentre dorénavant sur la mise en application de toutes les résolutions du Conseil de sécurité concernées par le droit des femmes. Il sert également de pont entre les défenseurs du droit des femmes travaillant dans les zones de conflit et les décideurs au siège des Nations unies.
L'un des membres fondateurs de ce groupe, PeaceWomen, est un projet sponsorisé par la Ligue internationale des femmes pour la paix et la liberté pour promouvoir l'implémentation de la résolution 1325, à travers une plateforme centralisant toutes les informations liées à la résolution et à ses thèmes de prédilection. 
En octobre 2020 est publié un glossaire intitulé Glossaire des termes utilisés dans la résolution 1325 du Conseil de sécurité des Nations unies et ses résolutions connexes, traduit de l'original (français) en anglais par Claire Mazuhelli, édité par Tove Ivergård et Lina Hjärtström de WILPF Suède, de l'auteure Annie Matundu Mbambi, consultante en genre et développement, représentante régionale de la Ligue internationale des femmes pour la paix et la liberté pour l'Afrique et présidente honoraire de la même organisation en république démocratique du Congo WILPF RDC.

## Résolutions liées
La résolution 1325 a été suivies par plusieurs autres résolutions sur les femmes la paix et la sécurité, depuis 2000,,:
- la résolution 1820 (2008), qui condamne l'utilisation des violences sexuelles comme arme de guerre et déclare que le viol de guerre et les autres formes de violences sexuelles à l'encontre des femmes et de filles constituent des crimes de guerres ;
- la résolution 1888 (2009), qui a confié aux forces de maintien de la paix la mission de prévenir et réprimer les violences sexuelles et créé le poste de représentant spécial du Secrétaire général chargé des violences sexuelles commises en période de conflit ;
- la résolution 1889 (2009), qui a appelé à une participation accrue des femmes aux processus de paix et a demandé au Secrétaire général de développer des indicateurs du suivi de la mise en œuvre de la résolution 1325 et de déployer des conseillers pour les violences sexuelles au sein des missions de maintien de la paix ;
- la résolution 1960 (2010), centrée sur la lutte contre l'impunité des violences sexuelles commises en période de conflit, qui a appelé le Secrétaire général à désigner publiquement les groupes armés qui perpétraient ces violences pour mieux sanctionner et dissuader ;
- la résolution 2106 (2013), pour lutter contre l'impunité et rendre les résolutions précédentes plus opérationnelles, a également reconnue que les violence sexuelles en période de conflit armé peuvent toucher aussi les hommes et les garçons ainsi qu'avoir une influence traumatique globale à l'échelon des sociétés ;
- la résolution 2122 (2013), a réaffirmé la détermination du Conseil de sécurité a lutter contre les violences sexuelles en temps de guerre et à mettre en œuvre la résolution 1325 dans son intégralité, ainsi que les autre résolutions sur les femmes, la paix et la sécurité ;
- la résolution 2242 (2015) a établi un groupe informel d'expert du Conseil de sécurité sur le sujet des femmes, de la paix et de la sécurité, a demandé une meilleure intégration de ces questions aux politiques internes à l'ONU et s'est penchée sur les questions de lutte contre le terrorisme et l'extrémisme ;
- la résolution 2467 (2019), a placé la question des violences sexuelles commises pendant le conflit au cœur de l'agenda femme paix et sécurité et a appelé au soutien et à la protection des organisation de femmes de la société civile et a attiré l'attention sur le cas des enfants nés d'un viol de guerre ;
- la résolution 2493 (2019), a appelé à la mise en œuvre pleine et entière des résolutions précédentes et demande à l'ONU de développer une approche contextualisée pour la participation des femmes dans tous les processus de paix soutenus par les Nations unies.